# Eugenia Santana
Eugenia del Pilar Santana Alba (Las Palmas de Gran Canaria, 9 de octubre de 1974) es una modelo y presentadora de televisión española.

## Biografía
Es del popular barrio de La Isleta.
Su relevancia pública se inició tras obtener el título de Miss España en 1992. Un año más tarde llegó a ser finalista en el concurso de Miss Universo, quedando entre las 10 finalistas, donde salió como la gran ganadora la puertorriqueña Dayanara Torres, aunque consiguió el premio de miss fotogénica en el mismo concurso.
Su trayectoria como presentadora de televisión se inició en 1994 en el espacio de descubrimiento de nuevos talentos El trampolín en Telecinco, junto a Pedro Rollán y Esther Arroyo.
En la temporada 1994-1995 fue contratada por Antena 3 para copresentar con Pepe Navarro e Ivonne Reyes la segunda temporada del concurso El gran juego de la oca.
En 1996 debutó como actriz en la serie Tres hijos para mí solo de nuevo en Antena 3, que sin embargo fue retirada de la parrilla poco después de su estreno debido a los bajos índices de audiencia. 
En la misma cadena presentó con Andoni Ferreño el programa de espectáculos Verano 3 en 2003.
Tras una etapa como presentadora en la cadena local Canal 7, participó como concursante en el reality show La selva de los famosos en 2004.
Con posterioridad ha conducido distintos programas en cadenas autonómicas y locales.
Eugenia del Pilar ha heredado una enfermedad rara de su madre, fallecida el 22 de noviembre de 2022, el síndrome de Cadasil. 
Su único hijo, Otto, es diabético.

## Sucesión de Miss España
| Predecesor: Sofía Mazagatos | Miss España 1992 | Sucesor: Raquel Rodríguez |